# Fermin Muguruza
Fermin Muguruza (født 20. april 1963) er en baskisk musiker, sanger, sangskriver, producer og leder af eget pladeselskab. Fermin blev født i Irún, Guipúzcoa i Baskerlandet, Spanien. Fermin er baskisk nationalist og har udover sin musiske karriere været opstillet til Europa-Parlamentet for Herri Batasuna, lavt placeret på listen (han blev ikke valgt). Han er bror til to andre musikere, Íñigo Muguruza og Xabier Muguruza.

## Musikalsk karriere og socio-politiske synspunkter
Muguruza har været en del af mere end 20 albums og er en af de mest betydningsfulde kunstnere fra Baskerlandet. 
I 1983 lavede han, sammen med sin bror Iñigo og trommeslageren Treku Armendariz, et fusionsband ved navn Kortatu, der spillede ska og hardcore. Det var et af de første populære spanske ska-bands, og det medvirkede til genrens popularitet i Spanien. Gruppen blev opløst i 1988, men Fermin og Iñigo dannede i 1990 bandet Negu Gorriak sammen med Kaki Arkarazo, der havde produceret Kortatus sidste plader.
I 1997 lavede han et projekt sammen med bandet Dut. Herefter har han især fokuseret på sin solokarriere, og hans sange bliver generelt sunget på euskera og handler ofte om social retfærdighed.
Hans socio-politiske synspunkter har skabt flere problemer for ham, især i Spanien uden for Baskerlandet. Han bliver ofte anklaget for ikke at tage afstand fra ETA – en anklage, der generelt har været rettet mod medlemmer af Herri Batasuna. Han siger selv, at han ønsker en fredelig uafhængighedsproces for Baskerlandet – noget, han ikke mener er muligt, med mindre begge parter fjerner deres fordomme om hinanden. Denne holdning, som Muguruza ofte fremhæver i interviews, er i nogen grad i uoverensstemmelse med hans musiktekster, der ikke tager afstand fra ETA's brug af vold. Især tidlige tekster fra Kortatu-perioden viser respekt og beundring for ETA-medlemmer. For eksempel indeholder sangen Sarri, Sarri en hyldest til to ETA-medlemmers flugt fra fængslet. I interviews har Fermin konsekvent taget afstand til den baskiske, spanske og franske regering og de respektive politikorps, samtidig med sin afstandstagen til ETA og andre spanske nationalistiske terrorgrupper. I internationale forhold er Muguruza venstreorienteret, og dermed står han for en skarp kritik af den amerikanske regering, virksomheder og globaliseringsprocessen, der alle omtales som imperialistiske og homogeniserende.
Musikalsk er han blevet påvirket af den undertrykkelse, han mener, Spanien udfører på Baskerlandet. Selvom de fleste af hans tekster er på baskisk, er hans kompositioner en smeltedigel af forskellige kulturer, med en stor indflydelse fra jamaicansk musik og elektronisk musik, der ofte blandes med traditionelle baskiske instrumenter.

## Diskografi

### Kortatu
- Kortatu/Cicatriz/Jotakie/Kontuz Hi! (1985)
- Kortatu (1985)
- El estado de las cosas (1986)
- Kolpez kolpe (1988)
- Azken guda dantza (1988)

### Negu Gorriak
- Negu Gorriak (1990)
- Gure Jarrera (1991)
- Gora Herria (1991)
- Borreroak Baditu Milaka Aurpegi (1993)
- Hipokrisiari Stop! Bilbo 93-X-30 (1994)
- Ideia Zabaldu (1995)
- Ustelkeria (1996)
- Salam, agur (1996)

### Fermin Muguruza eta Dut
- Ireki ateak (1997)

### Fermin Muguruza
- Amodio eta gorrotzko kantak (1984-1998) (1998)
- Brigadistak Sound System (1999)
- erREMIXak (1999)
- FM 99.00 Dub Manifest (2000)
- Korrika. mundu bat euskarara bildu
- In-komunikazioa
- Irun Meets Bristol. Komunikazioa
- Sala Apolo, Barcelona 21/01/04
- 99-04 DVD + CD
- Xomorroak (Bizitza lorontzian)
- Euskal Herria Jamaika Clash (2006)